# آلیاژ آلومینیوم ۷۰۷۵

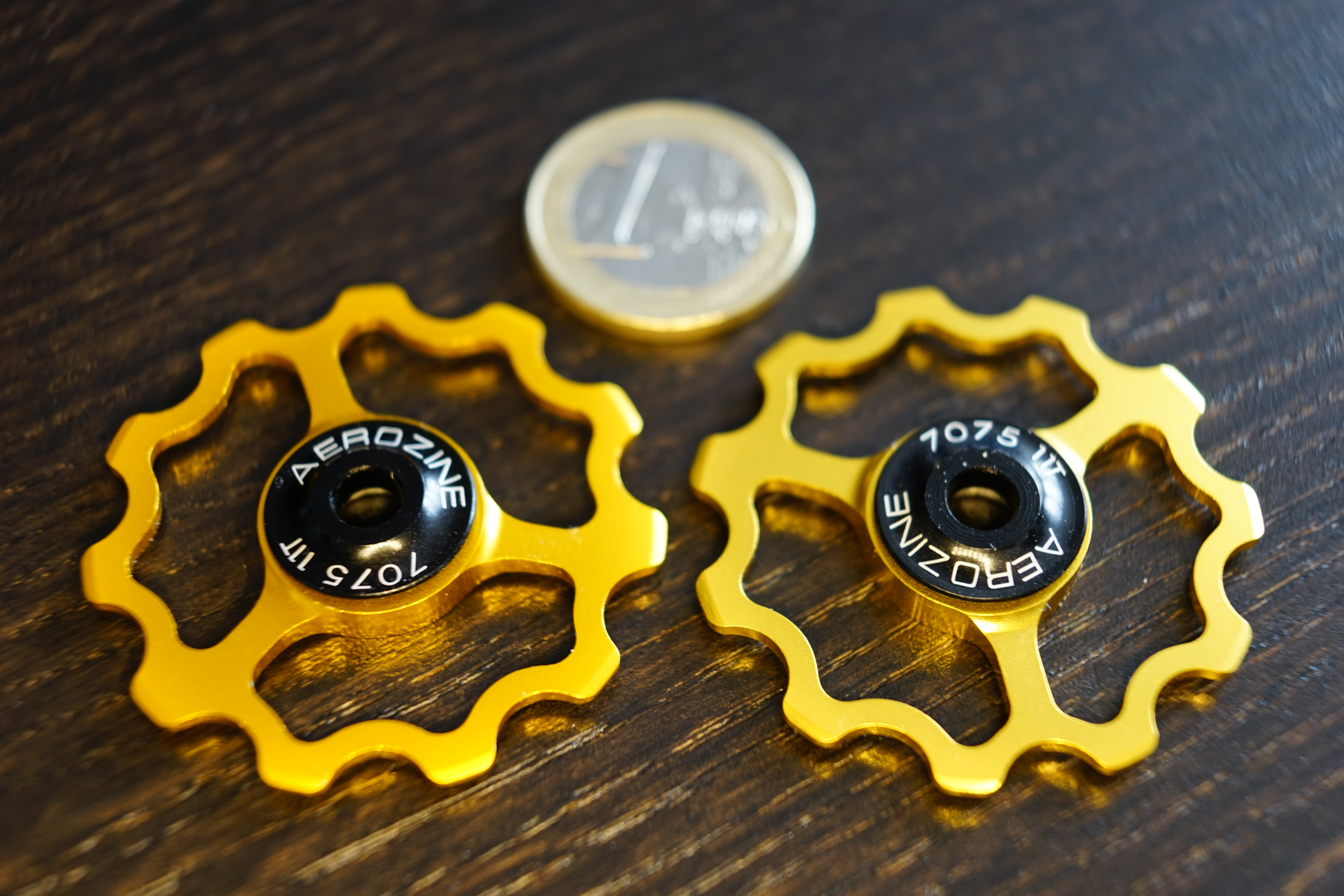
چرخ‌دنده‌های عقب دوچرخه ساخته شده از آلیاژ ۷۰۷۵.

آلیاژ ۷۰۷۵ از سری آلیاژهای آلومینیوم است که در آن روی به عنوان عنصر اصلی آلیاژی به حساب می‌آید. از مزایای آن می‌توان به استحکام قابل مقایسه با بسیاری از فولادها، استحکام خستگی خوب و سطح متوسط ماشین‌کاری و از معایب آن می‌توان به مقاومت کمتر در برابر خوردگی در مقایسه با بسیاری از آلیاژهای آلومینیومی اشاره کرد. هزینهٔ تولید آن بسیار بالاست که استفاده آن را در صنایع محدود می‌سازد. آلیاژ آلومینیوم ۷۰۷۵ از مهمترین آلیاژهای آلومینیوم با استحکام بالا به شمار می‌رود که به صورت گسترده‌ای برای ساخت اجزاء مختلف در صنایع هوافضا، دفاعی و نظامی به کار می‌رود. به طوریکه در بین ۲۵ آلیاژ آلومینیوم کارپذیر رایج، آلیاژ ۷۰۷۵ به عنوان مشکلترین آلیاژ جهت اکستروژن ارزیابی شده است.
ترکیب آلیاژ آلومینیوم ۷۰۷۵ تقریباً شامل ۵٫۶–۶٫۱٪ روی، ۲٫۱–۲٫۵٪ منیزیم، ۱٫۲–۱٫۶٪ مس و کمتر از نیم درصد سیلیکون، آهن، منگنز، تیتانیوم، کروم و دیگر فلزات می‌باشد. از مهمترین مشتقات این آلیاژ که در عملیات برگشت دادن یا تمپر کردن تولید می‌شوند می‌توان به o-7075, T6-7075 ,T651-7075 اشاره کرد.

## خواص عمومی
چگالی آلومینیوم 7075A برابر 2.810 g/cm3 می‌باشد. (0.1015 lb/in3)
در میان آلیاژهای کار پذیر آلومینیم، آلیاژهای سری 2xxx، 6xxx، 7xxx قابلیت انجام عملیات حرارتی را دارند.
| Alloy           | Element(%) |
| ۷۰۷۵            | Element(%) |
| ۵٫۶–۶٫۱         | Zn         |
| ۲٫۱–۲٫۵         | Mg         |
| ۱٫۲–۱٫۶         | Cu         |
| ۰٫۱۸–۰٫۲۸       | Cr         |
| 0.5(Max)        | Fe         |
| 0.4(Max)        | Si         |
| 0.3(Max)        | Mn         |
| 0.2(Max)        | Ti         |
| 0.05(Max) each  | Others     |
| 0.15(Max) total | Others     |
| Al              | Remainder  |

## ویژگی‌های مکانیکی
خواص مکانیکی ۷۰۷۵ تا حد زیادی به عملیات بازپخت (Tempering) مواد بستگی دارد
.

### ۷۰۷۵–۰
در عملیات حرارتی بازگشت دهی آلیاژ ۷۰۷۵–۰ حداکثر مقاومت کششی (Mpa 280 (PSI 40.000 و حداکثر استحکام تسلیم آن (Mpa 140 (PSI 21.000 می‌باشد. این آلیاژ می‌تواند (کشش قبل از شکست نهایی) به میزان ۹ تا ۱۰ درصد طول خود افزایش طول پیدا کند. همچنین مقاومت به خوردگی و استحکام خوبی از خود به نمایش می‌گذارد.

### 7075-T6
آلیاژ آلومینیوم 7075-T6 دارای ویژگی‌هایی از جمله مقاومت به خوردگی مناسب، نسبت استحکام به وزن بالا و هدایت حرارتی خوب می‌باشد ولی این آلیاژها در مقابل روش‌های جوشکاری ذوبی قابلیت جوش‌پذیری ضعیفی از خود نشان می‌دهند
.
آلیاژ عملیات حرارتی شدهٔ 7075-T6 دارای استحکام کششی نهایی (Mpa 510-540 (PSI 74.000-78.000 و استحکام تسلیم (Mpa 430-480 (PSI 63.000-69.000 می‌باشد. همچنین در حدود ۵ تا ۱۱ درصد افزایش طول شکست دارد.
دمای عملیات T6 معمولاً به صورت یکسان‌سازی شده از آلیاژ ۷۰۷۵ در ۴۵۰ درجهٔ سانتی‌گراد به مدت چندین ساعت به کوئنچ و سپس در دمای ۱۲۰ درجهٔ سانتی‌گراد به مدت ۲۴ ساعت به پیر سختی می‌رسد. نوع T6 بالاترین حد استحکام تسلیم را در بین آلیاژهای ۷۰۷۵ است. عمدتاً منشأ اصلی این استحکام به پراکندگی و زمان رسوب‌دهی بین درون دانه‌ها و در امتداد مرز دانه‌ها بستگی دارد و در مقابل مقاومت به خوردگی تنشی کاهش می‌یابد.

### 7075-T651
آلیاژ عملیات حرارتی شده‌ی7075-T651 دارای استحکام کششی نهایی (Mpa 570 (PSI 83.000 و استحکام تسلیم (Mpa 500 (PSI 73.000 می‌باشد. همچنین ۳ تا ۹ درصد افزایش طول شکست دارد. این خواص می‌تواند بسته به نوع مواد مورد استفاده تغییر کند.

### 7075-T7
آلیاژ عملیات حرارتی شده‌ی7075-T7 دارای استحکام کششی نهایی (Mpa 505 (PSI 73.000 و استحکام تسلیم (Mpa 435 (PSI 63.100 می‌باشد. همچنین ۱۳ درصد افزایش طول شکست دارد. دمای عملیات T7 توسط میانگین مواد (meaning aging past the peak hardness) بدست می‌آید. این امر اغلب به وسیله پیر سختی در دمای 100-120 C برای چندین ساعت صورت می‌پذیرد و سپس به مدت ۲۴ ساعت یا بیشتر در دمای 160-180 C نگهداشته می‌شود. دمای عملیات T7 یک میکرو ساختار ازeta تولید می‌کند. در مقابل در دمای عملیات T6 این ذرات eta بسیار بزرگ هستند و تمایل به رشد در امتداد مرز دانه‌ها دارند. این امر حساسیت تنش ترک خوردگی را کاهش می‌دهد. دمای عملیات T7 یکسان با دمای عملیات T73 می‌باشد.

### 7075-RRA
همان‌طور که در بالا ذکر شد در عملیات حرارتی T6 استحکام و سختی افزایش و در عوض، مقاومت به خوردگی تنشی(SCC) کاهش می‌یابد. برای افزایش مقاومت به SCC همراه با حفظ یا تقویت استحکام و سختی عملیات حرارتی برگشت پیرسازی مجدد (RRA) بر روی نمونه‌های آلومینیومی ۷۰۷۵ فورج شده در شرایط T6 مورد استفاده قرار می‌گیرد. بدین منظور را حل زیر صورت می‌گیرد:
۱- انجام عملیات حرارتی T6 یعنی عمل حرارتی انحلالی در 465 C، کوئنچ کردن در آب سرد و پیر کردن به مدت ۲۴ ساعت در 120 C.
۲- حرارت دادن به مدت کوتاه (مثلا ۵ دقیقه) در دمایی در محدودهٔ 200-280 C و کوئنچ کردن در آب سرد.
۳- پیر کردن مجدد بمدت ۲۴ ساعت در120 C.
ساختار میکروسکوپی و خواص مکانیکی سختی نمونه‌های RRA شده به نمونه‌های T6 (در صورت اعمال مناسب عملیات RRA)بسیار نزدیک است و خواص مکانیکی قطعات جدار نازک آلیاژ ۷۰۷۵ به نحو مؤثری افزایش می‌یابد.

## آلیاژهای آلومینیم-روی-منیزیم و آلومینیم-روی-منیزیم-مس (7xxx)
آلیاژهای آلومینیم-روی-منیزیم در میان کلیه آلیاژهای آلومینیم بیشترین پتانسیل پیرسختی را دارند. در آلیاژهای پر استحکام این گروه از مس به مقدار کمتر از ۰/۳ درصد، برای افزایش مقاومت به خوردگی تنشی استفاده می‌شود. آلیاژهایی که فاقد مس یا دارای مقادیر اندکی مس هستند، به آسانی جوشکاری می‌شوند. این آلیاژها در دمای محیط به طور قابل ملاحظه‌ای پیرسخت شده و محدوده وسیع دمایی برای عملیات محلول سازی آن‌ها وجود دارد؛ بنابراین در هنگام جوشکاری، استحکام آلیاژ بازیابی می‌شود و نیاز به عملیات حرارتی دیگری نیست. آلیاژهای جوش پذیر آلومینیم-روی-منیزیم در ابتدا برای ساخت پل‌های نظامی سبک مورد استفاده قرار گرفتند. امروزه برای کنترل ساختار این آلیاژها از عناصر کروم، منگنز و زیرکونیوم استفاده می‌شود.

## جداول و نمودارهای مرتبط با آلیاژ ۷۰۷۵
تأثیر ناخالصی بر روی چقرمگی شکست برخی آلیاژهای آلومینیوم کارپذیر استحکام بالا.
| آلیاژ و حالت سختی | Fe% حداکثر | Si% حداکثر | تنش سیلان (Mpa) | استحکام کششی (Mpa) | چقرمگی شکست | (Mpa)      |
| آلیاژ و حالت سختی | Fe% حداکثر | Si% حداکثر | تنش سیلان (Mpa) | استحکام کششی (Mpa) | طولی        | عرضی کوتاه |
| 2048-T8           | ۰٫۵        | ۰٫۵        | ۴۵۰             | ۴۸۰                | ۲۲–۲۷       | ۱۸–۲۲      |
| 2124-T8           | ۰٫۳        | ۰٫۲        | ۴۴۰             | ۴۹۰                | ۳۱          | ۲۵         |
| 2048-T8           | ۰٫۲        | ۰٫۱۵       | ۴۲۰             | ۴۶۰                | ۳۷          | ۲۸         |
| 7075-T6           | ۰٫۵        | ۰٫۴        | ۵۰۰             | ۵۷۰                | ۲۶–۲۹       | ۱۷–۲۲      |
| 7075-T73          | ۰٫۵        | ۰٫۴        | ۴۳۰             | ۵۰۰                | ۳۱–۳۳       | ۲۰–۲۳      |
| 7175-T736         | ۰٫۲        | ۰٫۱۵       | ۴۷۰             | ۵۴۰                | ۳۳–۳۸       | ۲۱–۲۹      |
| 7075-T736         | ۰٫۱۵       | ۰٫۱۲       | ۵۱۰             | ۵۵۰                | ۳۳–۳۹       | ۲۱–۲۹      |

## کاربردها
آلیاژهای سری ۷۰۰۰ از قبیل ۷۰۷۵ اغلب در صنایع حمل و نقل از جمله حمل و نقل دریایی، هوایی و خودروها به دلیل بالا بودن نسبت استحکام به چگالی مورد استفاده قرار می‌گیرد و همچنین این قابلیت سبکی و استحکام بالا باعث شده تا این آلیاژ در تجهیزات صخره نوردی، قطعات دوچرخه، قاب اسکیت‌ها و بدنه گلایدرها نیز به کار برده شود.
در بدنه اغلب مدل‌های سرگرمی رادیو کنترل معمولاً از آلیاژهای ۷۰۷۵ و ۶۰۶۱ برای صفحات شاسی استفاده می‌شود.
۷۰۷۵ همچنین در تولید تفنگ M16 برای ارتش آمریکا استفاده می‌شود.

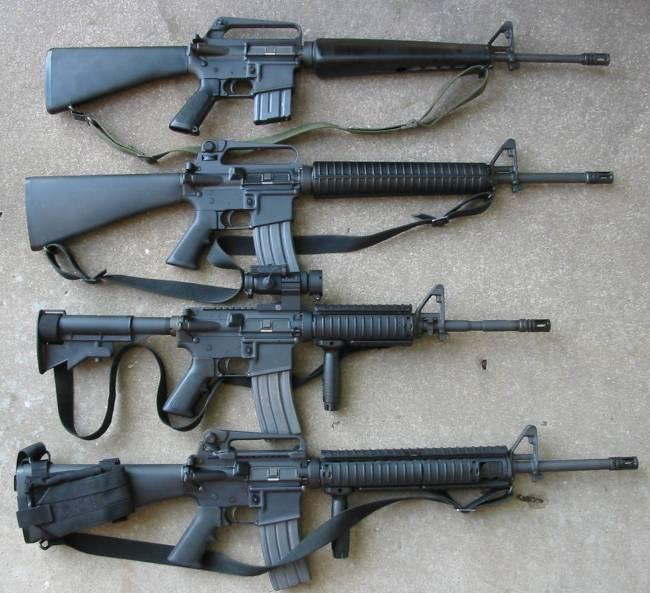
M16a1m16a2m4m16a45wi

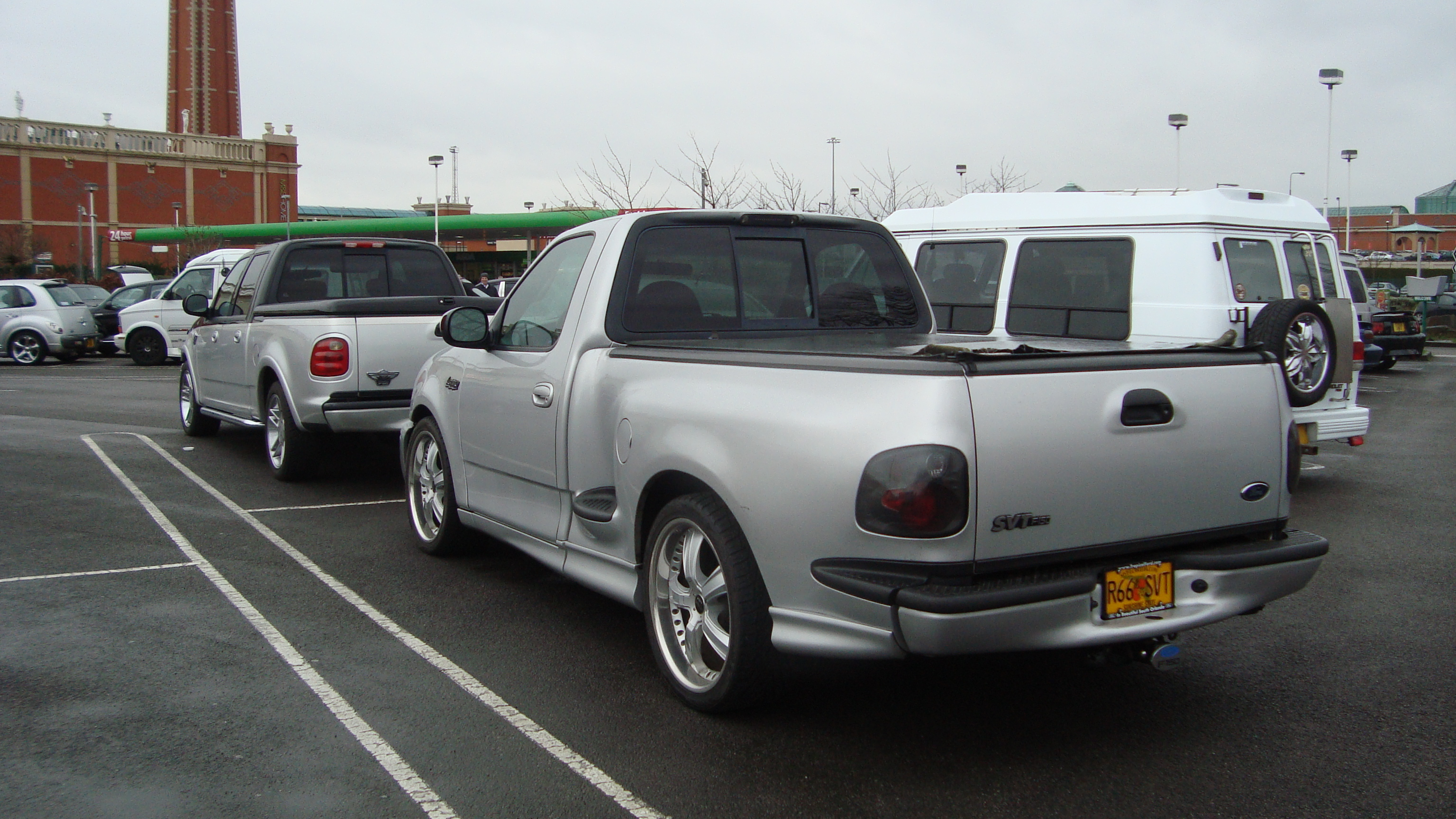
2003 Ford F150 Harley Davidson And 2001 Ford F150 Lightning (12882168305)

شرکت‌های ساخت اسلحه از جمله Desert Tactical Arms, SIG Sauer و شرکت جنگ‌افزار فرانسوی PGM از این آلیاژ برای افزایش دقت در اسلحه استفاده می‌کنند.
همچنین به صورت میله برای چوب بازی لاکراس، شمشیر STX و مجموعه بعضی از چاقو و چنگال‌ها مورد استفاده قرار می‌گیرد. به علت استحکام بالا، چگالی پایین، خواص حرارتی مطلوب و قابلیت پولیش بالا آلیاژ ۷۰۷۵ به طور گسترده‌ای در ساخت ابزار قالب استفاده می‌شود.

## تاریخچه
اولین بار در سال ۱۹۴۳ آلیاژ ۷۰۷۵ توسط یک شرکت ژاپنی به نام سومیتومو Sumitomo Metal به صورت مخفیانه توسعه داده شد. در نهایت این آلیاژ برای تولید بدنه در نیروی دریایی امپراتوری ژاپن مورد استفاده قرار گرفت.

## نام تجاری
آلیاژ ۷۰۷۵ تحت نام‌های تجاری مختلف از جمله Zicral ,Ergal و Fortal Constructal به فروش می‌رسد.
برخی از آلیاژهای سری ۷۰۰۰ تحت نام‌های تجاری Alumec 79، Alumec 89، Contal, Certal, Alumould و Hokotol برای ساخت قالب به کار می‌رود.

## پیوند به بیرون

Al-TableImage